# Beaver (Wirginia Zachodnia)
Beaver – jednostka osadnicza w Stanach Zjednoczonych, w stanie Wirginia Zachodnia, w hrabstwie Raleigh.